# Симпсоны (сезон 6)
Шестой сезон мультсериала «Симпсоны» был показан на телеканале Fox в период с 4 сентября 1994 по 21 мая 1995 года и состоит из 25 эпизодов.

## Список серий
| № общий | № в сезоне | Название                                                               | Режиссёр          | Автор сценария                                                                  | Дата премьеры    | Произв. код | Зрители в США (млн) |
| --- | ---------- | ---------------------------------------------------------------------- | ----------------- | ------------------------------------------------------------------------------- | ---------------- | ----------- | ------------------- |
| 104 | 1          | «Барт тьмы» «Bart of Darkness»                                         | Джим Рирдон       | Дэн МакГрат                                                                     | 4 сентября 1994  | 1F22        | 15,1                |
| В Спрингфилде жара, и Барт с Лизой упрашивают Гомера купить бассейн. После неудачного прыжка с дерева Барт ломает ногу и ему приходится сидеть дома, пока другие дети купаются в бассейне. Чтобы хоть чем-то развлечь Барта, Лиза дарит ему свой телескоп. Наблюдая в телескоп за Недом Фландерсом, Барт с ужасом обнаруживает, что сосед убил свою жену и закопал её на заднем дворе… |            |                                                                        |                   |                                                                                 |                  |             |                     |
| 105 | 2          | «Конкуренция Лизы» «Lisa’s Rival»                                      | Марк Киркленд     | Майк Скалли                                                                     | 11 сентября 1994 | 1F17        | 16,7                |
| В класс Лизы приходит новая девочка-вундеркинд, которая моложе Лизы на год. К тому же она лучше Лизы играет на саксофоне. Лиза не может смириться с тем, что кто-то лучше неё. Также близится конкурс диорамы, на котором Лизе просто необходима победа. На помощь приходит Барт. Приглашённые звезды: Вайнона Райдер. |            |                                                                        |                   |                                                                                 |                  |             |                     |
| 106 | 3          | «Ещё одно клип-шоу «Симпсонов»» «Another Simpsons Clip Show»           | Дэвид Силверман   | Джон Витти                                                                      | 25 сентября 1994 | 2F33        | 13,5                |
| Мардж отрывает семью от телевизора, чтобы провести семейный час. Симпсоны вспоминают самые романтические эпизоды из своей жизни. Как за Мардж начал ухаживать Жак, Гомер влюбился в Минди, Ральф в Лизу и дальше в этом духе. |            |                                                                        |                   |                                                                                 |                  |             |                     |
| 107 | 4          | «Щекотка и Царапка лэнд» «Itchy & Scratchy Land»                       | Уэсли Арчер       | Джон Шварцвельдер                                                               | 2 октября 1994   | 2F01        | 14,8                |
| Открывается новый центр Щекотки и Царапки. Симпсоны едут туда. Гомер с Бартом попадают в тюрьму, затем все роботы сходят с ума. |            |                                                                        |                   |                                                                                 |                  |             |                     |
| 108 | 5          | «Сайдшоу Боб Робертс» «Sideshow Bob Roberts»                           | Марк Киркленд     | Билл Оукли и Джош Вайнштейн                                                     | 9 октября 1994   | 2F02        | 14,4                |
| В Спрингфилде разворачивается новая предвыборная кампания на пост мэра. Кандидатов двое: действующий мэр Куимби—взяточник, неверный муж и наркоман, второй кандидат — Шестёрка Боб, но он сидит в тюрьме. Однако под напором общественного мнения его отпускают. Боб побеждает на выборах и начинает мстить Барту и всей его семье. Но Лиза вместе с Бартом разоблачают Боба. Приглашённые звезды: Келси Граммер, Ларри Кинг, Dr. Demento и Фил Хартман.                                                                                                |            |                                                                        |                   |                                                                                 |                  |             |                     |
| 109 | 6          | «Дом ужасов 5» «Treehouse of Horror V»                                 | Джим Рирдон       | Боб Кушелл, Грег Дэниелс, Дэн МакГрат и Дэвид Коэн                              | 30 октября 1994  | 2F03        | 22,2                |
| «The Shinning» (с англ. — «Свечение») — Пародия на фильм «Сияние». В загородном доме Бёрнса, где нет пива и телевидения, Гомер сходит с ума и пытается убить свою семью… «Time and Punishment» (с англ. — «Время и наказание») — Гомер из тостера мастерит машину времени и изменяет прошлое, соответственно изменяется и будущее, где Нед Фладерс становится властелином мира. «Nightmare Cafeteria» (с англ. — «Кафетерий кошмаров») — В Спрингфилдской начальной школе учителя переводят детей на котлеты… Приглашённые звезды: Джеймс Эрл Джонс.    |            |                                                                        |                   |                                                                                 |                  |             |                     |
| 110 | 7          | «Подруга Барта» «Bart’s Girlfriend»                                    | Сьюзи Диттер      | Джонатан Кольер                                                                 | 6 ноября 1994    | 2F04        | 15,3                |
| Барт влюбляется в дочь преподобного Лавджоя. Но дочка оказывается совсем не такая, как её родители. Она крадёт пожертвования из церкви и подставляет Барта. Приглашённые звезды: Мерил Стрип. |            |                                                                        |                   |                                                                                 |                  |             |                     |
| 111 | 8          | «Лиза на льду» «Lisa on Ice»                                           | Боб Андерсон      | Майк Скалли                                                                     | 13 ноября 1994   | 2F05        | 17,9                |
| Лиза получает двойку по физкультуре. Барт занимается в хоккейной команде и показывает неплохие результаты. Случайно Апу (тренер команды) замечает у Лизы способности вратаря и берёт её в свою команду. И совсем скоро предстоит игра команды Барта против команды Лизы. |            |                                                                        |                   |                                                                                 |                  |             |                     |
| 112 | 9          | «Гомер: плохой человек» «Homer Badman»                                 | Джеффри Линч      | Грег Дэниелс                                                                    | 27 ноября 1994   | 2F06        | 15,5                |
| Гомера обвиняют в сексуальном домогательстве, а он всего лишь оторвал прилипшую к молодой девушке конфету-тянучку. Но у садовника Вилли есть видеокассета с доказательством невиновности Гомера. Приглашённые звезды: Деннис Франц. |            |                                                                        |                   |                                                                                 |                  |             |                     |
| 113 | 10         | «Дедушка против сексуального бессилия» «Grampa vs. Sexual Inadequacy»  | Уэсли Арчер       | Билл Оукли и Джош Вайнштейн                                                     | 4 декабря 1994   | 2F07        | 14,1                |
| Дедушка Симпсон спасает своим чудесным тоником сексуальную жизнь Гомера и Мардж. Затем он вместе с Гомером начинает заниматься коммерцией — продавать чудодейственный тоник, но вскоре они крупно ссорятся. А дети тем временем думают, что же случилось со всеми взрослыми в городе. Приглашённые звезды: Фил Хартман. |            |                                                                        |                   |                                                                                 |                  |             |                     |
| 114 | 11         | «Боязнь полётов» «Fear of Flying»                                      | Марк Киркленд     | Дэвид Сакс                                                                      | 18 декабря 1994  | 2F08        | 15,6                |
| После неудачной шутки Гомера выгоняют из кабачка Мо. В поисках другой забегаловки он забредает в кабак для пилотов авиакомпании по соседству. Гомера заставляют лететь на самолёте в качестве пилота, но полёт не состоялся. Однако Гомеру предложили лететь всей семьёй на выбор в любую точку Америки. Но и этот полёт не состоялся, теперь из-за Мардж, у которой обнаружилась страшная боязнь полётов. Гомер ведёт жену к психологу. Приглашённые звезды: Энн Бэнкрофт, Тед Денсон, Вуди Харрельсон, Реа Перлман, Джон Ратценбергер и Джордж Вендт. |            |                                                                        |                   |                                                                                 |                  |             |                     |
| 115 | 12         | «Великий Гомер» «Homer the Great»                                      | Джим Рирдон       | Джон Шварцвельдер                                                               | 8 января 1995    | 2F09        | 20,1                |
| Гомер вдруг замечает, что Карл и Ленни везде пользуются привилегиями, но не говорят, почему. Тогда, проследив за ними, Гомер узнал, что они члены тайного общества каменщиков. Вскоре Гомер тоже становится одним из них. Приглашённые звезды: Патрик Стюарт. |            |                                                                        |                   |                                                                                 |                  |             |                     |
| 116 | 13         | «И с Мегги нас трое» «And Maggie Makes Three»                          | Свинтон Скотт III | Дженнифер Криттенден                                                            | 22 января 1995   | 2F10        | 17,3                |
| Эта история переносит нас в недалёкое прошлое. У Симпсонов двое детей, Гомер, просчитав семейный бюджет на будущее, со скандалом увольняется с АЭС и идёт устраиваться в кегельбан. Всё идет замечательно, но Мардж уже беременна, и зарплаты мужа не хватит на содержание троих детей. |            |                                                                        |                   |                                                                                 |                  |             |                     |
| 117 | 14         | «Комета Барта» «Bart’s Comet»                                          | Боб Андерсон      | Джон Шварцвельдер                                                               | 5 февраля 1995   | 2F11        | 18,7                |
| Барт случайно открывает неизвестную комету, которую называют его именем. Но комета летит на Спрингфилд. Городу грозит гибель, ракета, призванная уничтожить комету, промахивается и разрушает единственный мост из города, начинается паника. Бомбоубежище есть только у Фландерсов, но оно рассчитано на две семьи (на Фландерсов и Симпсонов). |            |                                                                        |                   |                                                                                 |                  |             |                     |
| 118 | 15         | «Гомер — клоун» «Homie the Clown»                                      | Дэвид Силверман   | Джон Шварцвельдер                                                               | 12 февраля 1995  | 2F12        | 17,6                |
| Гомер поступает в колледж клоунов Красти. Однако поразительное сходство загримированного Гомера и Красти, поначалу доставлявшее удовольствие Гомеру, вскоре перерастает в крупные неприятности для обоих, особенно для Симпсона. Приглашённые звезды: Джо Мантенья, Дик Каветт и Джонни Унитас. |            |                                                                        |                   |                                                                                 |                  |             |                     |
| 119 | 16         | «Барт против Австралии» «Bart vs. Australia»                           | Уэсли Арчер       | Билл Оукли и Джош Вайнштейн                                                     | 19 февраля 1995  | 2F13        | 15,1                |
| Барт отказывается верить Лизе, что вода в унитазе, в южном полушарии, закручивается в обратную сторону. Чтобы это проверить, Барт звонит в Австралию за счёт вызываемой стороны, где трубку берёт маленький мальчик. Отцу этого мальчика приходит счёт за телефонные разговоры — 900 долларов, естественно австралийцы возмущены. Приглашённые звезды: Фил Хартман. |            |                                                                        |                   |                                                                                 |                  |             |                     |
| 120 | 17         | «Гомер против Пэтти и Сельмы» «Homer vs. Patty and Selma»              | Марк Киркленд     | Брэнт Форрестер                                                                 | 26 февраля 1995  | 2F14        | 18,9                |
| После неудачного «тыквенного» бизнеса Гомер вынужден занять денег у Пэтти и Сельмы. Теперь Гомер полностью зависит от двух, ненавидящих его женщин. Но Гомер спасает работу сестёр и они прощают ему долг. А Барт тем временем серьёзно увлекается балетом и показывает хорошие результаты. Приглашённые звезды: Сьюзан Сарандон и Мел Брукс. |            |                                                                        |                   |                                                                                 |                  |             |                     |
| 121 | 18         | «Бёрнс — звезда» «A Star Is Burns»                                     | Сьюзи Диттер      | Кен Килер                                                                       | 5 марта 1995     | 2F31        | 14,4                |
| Спрингфилд стал загнивать; чтобы поднять престиж города, в нем решено провести кинофестиваль. Фильмы снимают сами жители города, в жюри: Гомер, Мардж, мэр Куимби, клоун Красти и Джей Шерман. Очень трудно трудно решить судьбу призёра, всё зависит от Гомера. Но Гомеру нравится фильм «Молемана», за который, кроме него, никто не голосует. Приглашённые звезды: Джон Ловитц, Фил Хартман и Морис Ламарш. |            |                                                                        |                   |                                                                                 |                  |             |                     |
| 122 | 19         | «Свадьба Лизы» «Lisa’s Wedding»                                        | Джим Рирдон       | Грег Дэниелс                                                                    | 19 марта 1995    | 2F15        | 14,4                |
| На ярмарке гадалка предсказывает будущее Лизы и будущего жениха. Суженый оказывается образованным и воспитанным англичанином. Приглашённые звезды: Мэнди Патинкин и Фил Хартман. |            |                                                                        |                   |                                                                                 |                  |             |                     |
| 123 | 20         | «Две дюжины и одна борзая» «Two Dozen and One Greyhounds»              | Боб Андерсон      | Майк Скалли                                                                     | 9 апреля 1995    | 2F18        | 11,6                |
| Маленький Помощник Санты влюбляется. В итоге у Симпсонов появляются 25 замечательных щенков. Однако Бёрнс крадёт всех до одного, чтобы сшить себе одежду из щенячьих шкурок. |            |                                                                        |                   |                                                                                 |                  |             |                     |
| 124 | 21         | «Забастовка учителей» «The PTA Disbands»                               | Свинтон Скотт III | Дженнифер Криттенден                                                            | 16 апреля 1995   | 2F19        | 11,8                |
| Барт блестяще воплощает в жизнь план забастовки учителей против директора. Новым директором становится Нед Фландерс, а одним из учителей — Мардж Симпсон. |            |                                                                        |                   |                                                                                 |                  |             |                     |
| 125 | 22         | «По всему Спрингфилду» «’Round Springfield»                            | Стивен Дин Мур    | Сюжет : Эл Джин, Майк Рейсс Телесценарий : Джошуа Стернин, Дженнифер Вентимилия | 30 апреля 1995   | 2F32        | 12,6                |
| Барт попадает в больницу из-за металлического кружочка в завтраках Красти. И отсуживает у Красти 500 долларов (остальные деньги забрали адвокаты). Тем временем музыкальный идол Лизы Мерфи Кровавые Десна умирает. Чтобы почтить память музыканта, необходим его альбом, который стоит 500 долларов. Приглашённые звезды: Рон Тейлор, Стив Аллен и Фил Хартман. |            |                                                                        |                   |                                                                                 |                  |             |                     |
| 126 | 23         | «Спрингфилдская связь» «The Springfield Connection»                    | Марк Киркленд     | Джонатан Кольер                                                                 | 7 мая 1995       | 2F21        | 12,7                |
| В городе новый коп — Мардж Симпсон. Она показывает неплохие результаты на работе, но преступления совершаются в её гараже. Приглашённые звезды: Фил Хартман. |            |                                                                        |                   |                                                                                 |                  |             |                     |
| 127 | 24         | «Лимонное дерево» «Lemon of Troy»                                      | Джим Рирдон       | Брент Форрестер                                                                 | 14 мая 1995      | 2F22        | 13,1                |
| Шелбивилльцы похищают священное дерево Спрингфилда — лимонное дерево. Барт вместе с ребятами пытается вернуть дерево обратно. На помощь приходят даже взрослые. |            |                                                                        |                   |                                                                                 |                  |             |                     |
| 128 | 25         | «Кто стрелял в Мистера Бёрнса? (Часть 1)» «Who Shot Mr. Burns? Part I» | Джеффри Линч      | Билл Оукли и Джош Вайнштейн                                                     | 21 мая 1995      | 2F16        | 15                  |
| Мистер Бёрнс строит установку, которая закрывает Спрингфилд от солнечного света. Кто-то стреляет в мистера Бёрнса. Приглашённые звезды: Тито Пуэнте. |            |                                                                        |                   |                                                                                 |                  |             |                     |